# Félicité Pricet
Félicité Pricet (1745 - Avrillé, 18 januari 1794) is een Franse zalige.
Pricet was een van de slachtoffers die doodgeschoten werden tijdens de Opstand in de Vendée in 1794. Zij behoort tot de groep heiligen die de Martelaren van Avrillé worden genoemd. Deze groep - die 99 van de in totaal 2000 slachtoffers omvat - werd in 1984 zalig verklaard door paus Johannes Paulus II. De feestdag van de zalige Félicité Pricet is op 18 januari. De opstand betrof onder meer het verplicht afleggen van de eed op de grondwet door de Franse priesters en dat was de reden van verzet van een aantal van de opstandelingen waaronder Pricet. De plaats van de opstand is uitgegroeid tot een bedevaartsoord voor de gevallenen. Een kapel ter ere van Pricet en haar medestanders werd opgericht in de negentiende eeuw.